# Збірна Криму з футболу
Збірна Криму з футболу — футбольна команда, що представляє Кримський півострів в міжнародних і локальних товариських матчах. Команду контролює Кримський футбольний союз, що не входить ні до ФІФА, ні до УЄФА, але є членом організації ConIFA.

## Історія
Перші відомі виступи збірної Криму відносяться до вересня 1923 року, коли збірна півострова взяла участь у Першій Всеукраїнській Спартакіаді в Харкові (в деяких пізніх джерелах цей турнір іменується чемпіонатом УРСР 1923 року). У своєму першому матчі, півфіналі групи 2 (1/8 фіналу загального турніру) кримчани обіграли команду Катеринослава 2:1, в наступній грі (фінал своєї групи або 1/4 фіналу турніру) поступилися команді Дружківки 0:2. Подробиці матчів і склад збірної Криму не збереглися. Про існування збірної в наступні 60 років відомостей немає.
У 1986 році в рамках до підготовки до чемпіонату світу з футболу 1986 Збірна СРСР провела контрольну гру зі збірною Кримської області, складеної з футболістів сімферопольської «Таврії», керченського «Океану» і севастопольської «Атлантики». Матч закінчився з рахунком 3:2 на користь збірної СРСР.
У 2006 році з кримських татар проживають на півострові і за його межами була створена Збірна кримських татар з футболу, для участі в турнірі ELF Cup, яка відразу ж вийшла в фінал кубка і посіла друге місце, згодом збірна зіграла в ряді турнірів для збірних не входять до ФІФА (груповий етап Европеади 2016).
Про збірну, вперше представляє нинішню Республіку Крим, можна говорити в світлі того, що 4 грудня 2014 року на засіданні виконавчого комітету УЄФА було прийнято рішення про заборону з 1 січня 2015 року кримським клубам брати участь в змаганнях, організованих Російським футбольним союзом. У відповідь на це рішення вболівальники севастопольського клубу СКЧФ виступили з ініціативою проведення акції, спрямованої на постач ку севастопольського і кримського футболу. 14 грудня 2014 року в рамках цієї акції був організований «Матч дружби», в якому збірній міста Севастополя протистояла збірна Республіки Крим. Основний час гри завершився з рахунком 2:2. У серії пенальті з рахунком 4:3 перемогу здобула збірна команда Севастополя.
Футбольна збірна Республіки Крим та міста федерального значення Севастополь була створена 18 листопада 2016 року у засіданні Президії Кримського футбольного союзу. Також в рамках засідання було прийнято рішення про тренерському штабі команди, головним тренером був призначений колишній тренер футбольних клубів Таврія і Севастополь Валерій Петров, а асистентами стали колишній гравець донецьких Шахтаря, Металурга, а також Кривбасу — Сергій Дранов і колишній гравець національної збірної України Олексій Антюхін. Ще один колишній гравець збірної України — Максим Старцев призначений тренером воротарів.
Презентація збірної відбулася в рамках I Кримського футбольного Форуму 9 грудня 2016 року. Офіційною ж датою створення збірної Криму встановили 13 березня 2017 року, так як в цей день в Севастополі кримчани провели свій перший міжнародний товариський матч в рамках турніру «Кримська весна» з аматорським футбольним клубом «Ростсельмаш» (Ростов-на-Дону), вигравши 5:0.
Після ЧС-2018 планувався товариський поєдинок зі збірної Сирії, проте він не відбувся.
Останній на сьогоднішній день матч збірної Криму датовано 15 жовтня 2019 року. Під час III Міжнародного форуму «Крим у світовому науково-освітньому просторі» кримчани зіграли з так звпною «Збірною світу», до складу якої увійшли іноземні студенти, учні в Криму, що представляють Сирію, Йорданію, Ірак, Афганістан, Індію, Єгипет і Узбекистан. Основний час матчу завершився з рахунком 3:3, і лише в серії пенальті сильнішими виявилися іноземні студенти, перемігши з рахунком 3:2.

## Звіт про матч збірної 1986 року
| 20 квітня 1986 |

| Збірна Кримської області  | 2:3 (0:1) | Збірна СРСР                  |
| ------------------------- | --------- | ---------------------------- |
| Родченков 51', 59' (пен.) | Протокол  | 27' Черенков 62', 71' Блохін |

| РСК «Локомотив», Сімферополь Глядачів: 12 000 Арбітр: Феликс Будаєв |

| Збірна Криму: |  |                    |         |
|               |  |                    |         |
| Вр            |  | Борис Білошапка    | 46'     |
| Зх            |  | Кирєєв             | 20'     |
| Зх            |  | Юрій Керман        | 46'     |
| Зх            |  | Ігор Лялін         | 46'     |
| ПЗ            |  | Сергій Причиненко  | 46'     |
| ПЗ            |  | Сергій Шевченко    | 46'     |
| ПЗ            |  | Семен Осиновський  | 46'     |
| ПЗ            |  | Олег Серебрянський | 46'     |
| ПЗ            |  | Володимир Науменко | 46'     |
| Нап           |  | Сергій Дементьєв   | 46'     |
| Нап           |  | Степан Павлов      | 46'     |
| Запасні:      |  |                    |         |
| Вр            |  | Юрій Жуков         | 46'     |
| Зх            |  | Володимир Сюсько   | 46'     |
| Зх            |  | Ігор Леонов        | 46'     |
| Зх            |  | Павло Петров       | 46'     |
| Зх            |  | Ігор Захаряк       | 46'     |
| Зх            |  | Віктор Галустов    | 20' 46' |
| ПЗ            |  | Олександр Гуйганов | 46'     |
| ПЗ            |  | Андрій Андрейченко | 46'     |
| ПЗ            |  | Сергій Пронін      | 46'     |
| ПЗ            |  | Сергій Родченков   | 46'     |
| ПЗ            |  | Всеволод Гущак     | 46'     |
| Нап           |  | Сергій Ященко      | 46'     |
| Тренер:       |  |                    |         |
| невідомо      |  |                    |         |

|                 |  |                     |     |
|                 |  | Збірна СРСР:        |     |
|                 |  |                     |     |
| Вр              |  | Рінат Дасаєв (к)    | 46' |
| Зх              |  | Геннадій Морозов    |     |
| Зх              |  | Олександр Чивадзе   |     |
| Зх              |  | Анатолій Дем'яненко | 46' |
| Зх              |  | Олександр Бубнов    |     |
| ПЗ              |  | Василь Рац          | 46' |
| ПЗ              |  | Іван Яремчук        | 46' |
| ПЗ              |  | Федір Черенков      | 46' |
| ПЗ              |  | Володимир Безсонов  | 46' |
| Нап             |  | Олег Протасов       | 46' |
| Нап             |  | Олег Блохін         | 46' |
| Запасні:        |  |                     |     |
| Вр              |  | Сергій Краковський  | 46' |
| Зх              |  | Сергій Пригода      | 46' |
| Зх              |  | Олег Кузнецов       | 46' |
| ПЗ              |  | Микола Ларіонов     | 46' |
| ПЗ              |  | Сергій Гоцманов     | 46' |
| ПЗ              |  | Сергій Алейніков    | 46' |
| ПЗ              |  | Геннадій Литовченко | 46' |
| Тренер:         |  |                     |     |
| Едуард Малофєєв |  |                     |     |

| Лайнсмени: Георгій Ільяков Василь Мельничук |

## Результати
Відомо про чотири матчі проведені нинішньою збірною:
| Дата              | Місце проведення                 | Господарі | Гості                    | Рахунок               | Гравці, які забивали за Крим                                                 |
| ----------------- | -------------------------------- | --------- | ------------------------ | --------------------- | ---------------------------------------------------------------------------- |
| Жовтень 15, 2019  | Сімферополь                      | Крим      | Студентська збірна світу | 3:3 (2:3 по пенальті) | невідомо                                                                     |
| Травень 17, 2017  | стадіон Арена Крим, Євпаторія    | Крим      | НСФЛ                     | 0:3                   |                                                                              |
| Березень 16, 2017 | ЦСПСК РК, Сімферополь            | Крим      | Зеніт (Іркутьськ)        | 3:0                   | Давидчук, 46', Приходной, 64', Зборовський, 69'                              |
| Березень 13, 2017 | стадіон Севастополь, Севастополь | Крим      | Ростсельмаш              | 5:0                   | Погорельцев, 6', Приходной, 9', Мельник І., 11', Давидчук, 22', Османов, 87' |

Матчі в березні 2017 року проходили в рамках турніру «Кримська весна», переможцем якого стала збірна Криму.